# Jardins botaniques du Grand Nancy et de l'Université de Lorraine

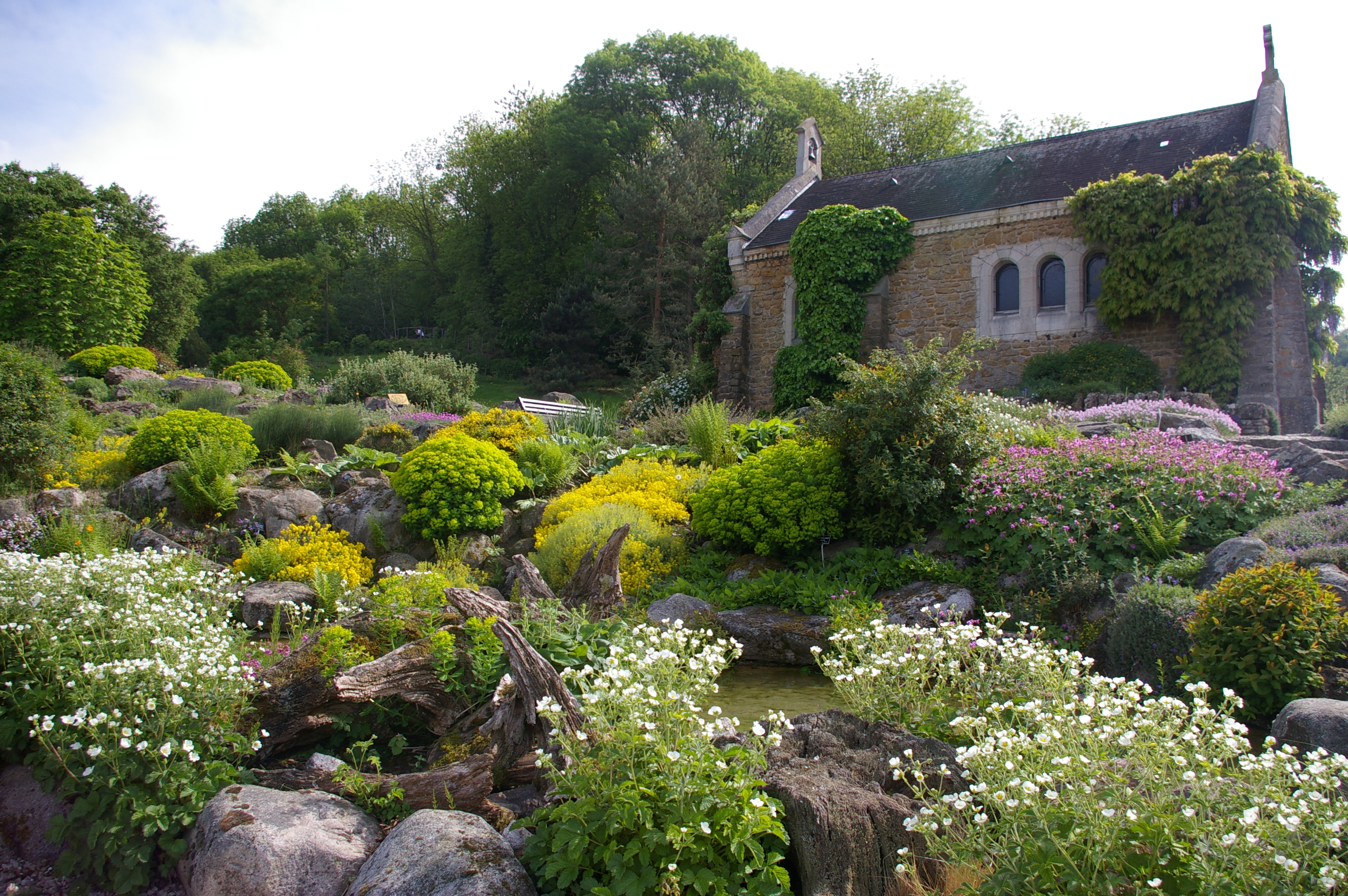
Jardin botanique Jean-Marie-Pelt.

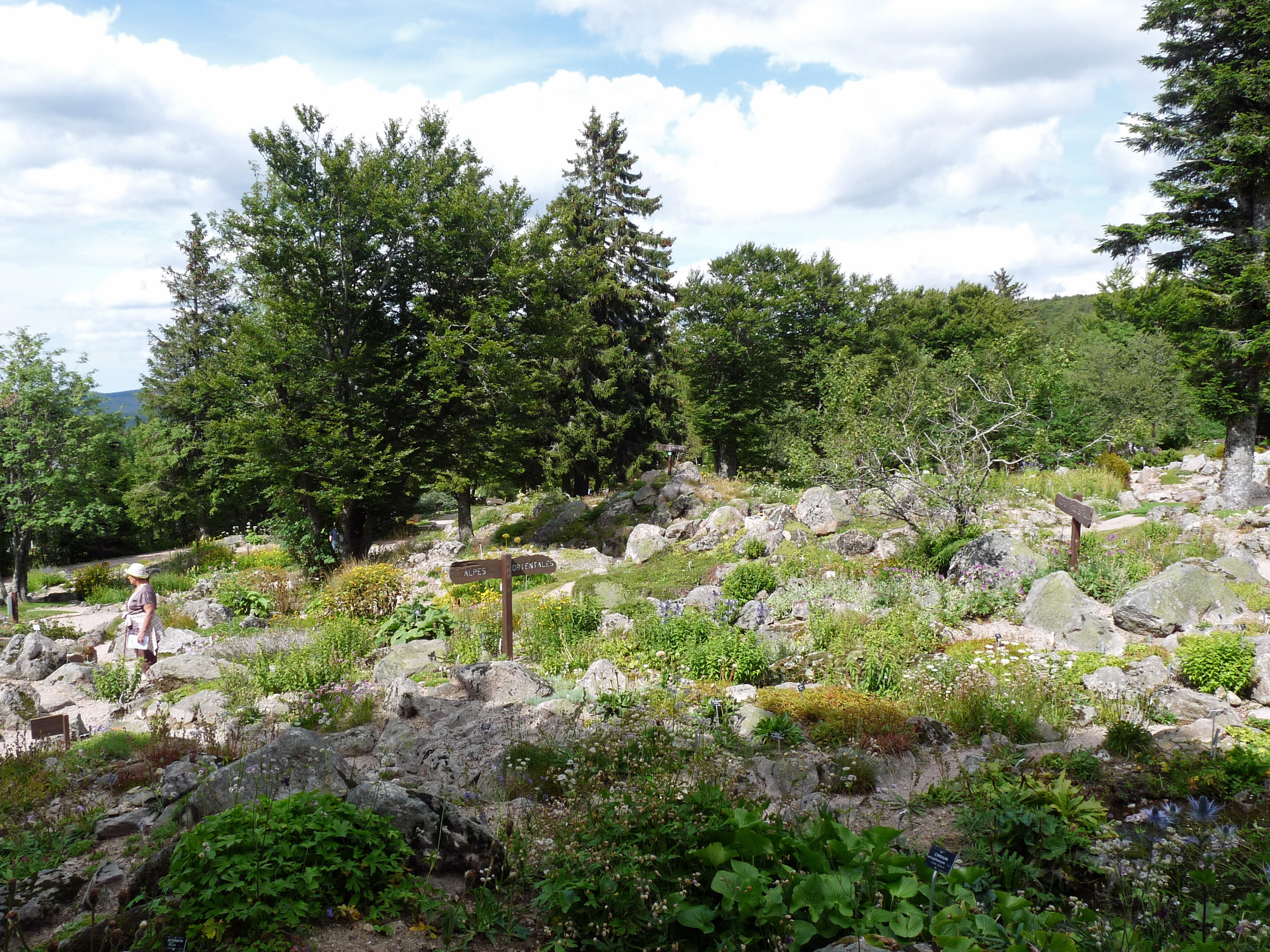
Jardin d'altitude du Haut Chitelet.

Les Jardins botaniques du Grand Nancy et de l'université de Lorraine (JBGNUL), anciennement Conservatoire et jardins botaniques de Nancy (CJBN), sont un conservatoire botanique créé en 1976 pour regrouper plusieurs jardins botaniques de Nancy et sa région. 

## Histoire
Le premier jardin botanique de Nancy est le jardin Sainte-Catherine, créé en 1758 et situé rue Sainte-Catherine. En 1976, la ville de Nancy et l'université Nancy-I s'associent dans un syndicat mixte, les CJBN, pour gérer ce jardin historique, ainsi que :
- le jardin d'altitude du Haut Chitelet, créé en 1966 dans les Vosges,
- le jardin botanique Jean-Marie-Pelt (anciennement jardin botanique du Montet jusqu'en 2016), créé en 1975 à Villers-lès-Nancy, en périphérie de Nancy.

En 1981, la ville de Nancy est remplacée dans la cogestion des CJBN par la structure intercommunale de l'agglomération : d'abord le District urbain de Nancy, puis la communauté urbaine du Grand Nancy à partir de 1996, et enfin la métropole du Grand Nancy depuis 2016.
Le jardin historique Sainte-Catherine réintègre le service des espaces verts de la ville de Nancy en 1993 et prend le nom de jardin Dominique-Alexandre-Godron.
Les CJBN sont agréés comme conservatoire botanique national de 1990 à fin 2001 pour les régions Alsace, Champagne-Ardenne et Lorraine (premier agrément en 1990 pour une durée de cinq ans, prorogé en 1998 jusqu'au 31 décembre 1999, puis en 2000 jusqu'au 31 décembre 2001).
Le 1er avril 2016, les Conservatoire et jardins botaniques de Nancy sont rebaptisés Jardins botaniques du Grand Nancy et de l'université de Lorraine (JBGNUL), tandis que le jardin botanique du Montet prend le nom de « Jardin botanique Jean-Marie-Pelt ».
Une association, l'Association des amis des conservatoires et jardins botaniques de Nancy (AJABONA), est adossée aux JBGNUL,. Les relations entre les deux structures ont été définies en 1997.

## Source
- « Célébrations des 250 ans des jardins botaniques de Nancy », dossier de presse, sur cjbn.uhp-nancy.fr, Conservatoire et jardins botaniques de Nancy, juin 2008, p. 4.